# Административный ресурс
Административный ресурс — ресурс влияния отдельных чиновников и государственных институций.
В Российской Федерации административным ресурсом также называют излишнее влияние политических сил, партий и чиновников на какие-либо сферы деятельности. Впервые термин употреблён 9 августа 1995 года Дмитрием Ольшанским, директором Центра стратегического анализа и прогноза, обозначая влияние чиновников на ход выборов. Перед выборами в Госдуму Ольшанский представил журналистам рейтинг партий, в числе учитываемых параметров там упоминался «показатель административного ресурса».
Впоследствии это понятие стало использоваться и в научной литературе, характеризуя проблему тесной взаимосвязи экономики и политики.
Примерами использования административного ресурса являются:
- перенесение выборов,
- увеличение количества избирателей на выборах (например, участие в голосовании на местных выборах солдат местных воинских частей, пребывающих по месту проведения выборов лишь в период прохождения военной службы, что с точки зрения закона по меньшей мере спорно),
- уменьшение политической конкуренции и пр.
- отказ в допуске на избирательные участки наблюдателям от политических партий и общественных организаций, а также журналистам
- выдворение под различными предлогами членов избирательных комиссий из участков, уничтожение нежелательно заполненных бюллетеней и заполнение заблаговременно заготовленных председателем комиссии бланков избирательных бюллетеней (с учётом численности потенциальных избирателей) не избирателями (как правило, председателем комиссии, администрацией учреждения, где расположен избирательный участок, сотрудниками местных органов исполнительной власти либо полицейскими). Данный метод позволяет добиться фальсификации «высокого» показателя явки избирателей и «победы» нужного заказчику кандидата. Этот метод успешно используется и при проведении плебисцитов.
- использование «каруселей» и «ручейков», предусматривающих многократное голосование групп избирателей на нескольких избирательных участках.
- выдача нескольких избирательных бюллетеней одного вида одному лицу, например, в случае сговора; либо выдача бюллетеней без изъятия открепительных талонов.

## Формы административного ресурса
Административный ресурс может применяться в разных проявлениях с целью лоббирования тех или иных интересов в основном в рамках избирательных кампаний. Зачастую он может быть связан с наличием в определённой степени экономической монополии, позволяющей его применять. Степень экономического вклада в тот или иной процесс со стороны представителей власти также может повлечь за собой злоупотребление полномочиями.
Административный ресурс бывает:
— силовой;
— экономический (финансовый);
— регуляторный (относится, в частности, к порядку проведения выборов, например, изначально выбираются подготовленные члены избиркомов);
— институциональный;
— законодательный (может проявляться особенно на региональном уровне путём принятия тех или иных законов, которые скрытым образом могут способствовать получению каких-либо преимуществ на выборах у кандидатов, уже находившихся во властных структурах или лояльных им; кроме того, могут также применяться законодательные меры по усложнению допуска новых кандидатов на выборы, такие как установление слишком высокого избирательного барьера, взносов и др.);
— медийный.
Помимо вышеприведённых форм существует такое понятие как политическая рента. Это явление можно охарактеризовать как злоупотребление административным ресурсом представителями власти с целью получения скорейшей выгоды с минимально заметными экономическими издержками. При этом происходит переход чисто экономических процессов в политическую сферу, действия субъектов часто оказываются противоправными, потребительскими по отношению к общественным ресурсам. Это также может проявляться и в обратную сторону, когда экономический агент использует свой экономический ресурс с целью получения выгоды от представителя власти (часто можно говорить о коррупции).